# 艾薩克森角
艾薩克森角（英語：Isaacson Point），是南極洲的海岬，位於南桑威奇群島的別林斯高晉島，由英國研究隊在1930年繪入地圖，該海岬由英國海外領土管轄。